# 塩素酸ナトリウム
塩素酸ナトリウム（えんそさんナトリウム、sodium chlorate）は、ナトリウムの塩素酸塩で、化学式 NaClO3の化合物。塩素酸ソーダとも呼ばれる。

## 性質
- 無色無臭の結晶で潮解性がある。
- 水に極めて溶けやすく、水溶液は中性。
- 300℃以上に加熱すると分解して酸素を放出する。
- 強酸と反応して二酸化塩素を放出する。
- 強い酸化作用をもち、有機物、硫黄、金属粉などが混ざると、加熱、摩擦又は衝撃で爆発する。
- 次亜塩素酸ナトリウム(NaClO)の不均化で生じる。
- 光で分解するため褐色の瓶に密栓して保管、あるいは冷暗所に保管する。

## 製法
工業的な主流は熱濃厚食塩水の電気分解である。電気分解時の陽極には食塩水電解用の寸法安定性電極、二酸化鉛、黒鉛、白金などの耐酸化性のものが必要である。温度とpHが重要であり、低温や高pH条件では次亜塩素酸ナトリウムが生じる。
{\displaystyle {\ce {{Cl^{-}}+3H2O->{ClO3^{-}}+{6H^{+}}+6{\it {{e}^{-}}}}}}
工業的には廃れたが、熱濃厚水酸化ナトリウムに塩素を吹き込んでも得られる。
{\displaystyle {\ce {6NaOH + 3Cl2 -> NaClO3 + 5NaCl + 3H2O}}}
実験室的には次亜塩素酸ナトリウムの加熱、さらし粉とナトリウム塩を反応させたのち、加熱することにより不均化して生成する。いずれの場合も水溶液のpHが収率に重大な影響を与える。
{\displaystyle {\ce {3NaClO -> NaClO3 + 2NaCl}}}

## 用途
工業的には二酸化塩素(ClO2)を合成し、パルプを漂白するのが主な用途である。その他、各種の塩素酸塩の原料として用いられる。
身近なところでは、非選択性土壌処理型除草剤として利用されている。かつては純度98%の塩素酸ナトリウムが農薬として流通していたが、危険性が高く、また爆発物に混ぜて非合法に利用される例が多発したこともあり、1970年代以降は炭酸ナトリウムなどが配合された製剤に置き換わっている。欧州連合では、環境への影響を懸念して2009年に除草剤としての使用が禁止された。アメリカ合衆国では綿花や大豆の収穫前に葉を落とす目的でも使われているが、1995年以降使用量は減少している。
航空機や潜水艦、国際宇宙ステーションの緊急用、あるいは携帯用医療機器としての化学的酸素発生器（クロレートキャンドル）にも用いられている。少量の鉄粉が酸化することで発熱し、それにより塩素酸ナトリウムが熱分解することで、多量の酸素を供給できる。このとき副生成物の塩素は、過酸化バリウムに吸収させる。

## 人体への影響と応急措置
吸入した場合、鼻などの粘膜を刺激し、呼吸困難などが起きる。
吸入した場合は、患者を新鮮な空気の場所に移し、安静にさせる。触ってしまった、目に入ってしまった場合は、多量の水で洗い流す。これらは、医師の処置を受けるまでの応急措置であって、これでよしというわけではない。
摂取した場合、ヘモグロビンがメトヘモグロビンとなり、赤血球膜のタンパク質を変性させて溶血を引き起こすほか、腎機能を障害する。

## 規制
化学品の分類および表示に関する世界調和システム（GHS）における酸化性固体（区分2）に該当し、各国で貯蔵や運搬に規制がある（国連番号1495）。日本では船舶安全法や航空法によってGHSに基づく規制があり、また消防法に基づく危険物第1類に指定されている。日本国内では毒物及び劇物取締法に基づき、劇物に指定されている（昭和40年政令第2号）が、急性毒性や刺激性は、他の劇物ほど高くない。

## 事故・事件
- 1930年代のニュージーランドで、除草剤として使用された塩素酸ナトリウムが羊毛や綿に付着して、爆発ズボン（英語版）となる問題が発生した[4]。
- 1916年5月5日 - 現在の大阪市福島区野田6丁目にあった東京倉庫で塩素酸ソーダが爆発。死者43人、重軽傷者316人[5]。
- 1971年9月5日 - 神奈川県の坂田種苗会社（現サカタのタネ）で火災が発生。倉庫に延焼し、除草剤として保管していた塩素酸ナトリウム200kgが爆発した[6]。